# آدریان ایمز
آدریان اِیمز (انگلیسی: Adrienne Ames; ۳ اوت ۱۹۰۷ – ۳۱ مهٔ ۱۹۴۷) یک هنرپیشه اهل ایالات متحده آمریکا بود. وی بین سال‌های ۱۹۲۷ تا ۱۹۴۰ میلادی فعالیت می‌کرد.

## گزیده فیلمشناسی
از فیلم‌ها یا برنامه‌های تلویزیونی که وی در آن نقش داشته‌است می‌توان به آثار زیر اشاره کرد.
- سالی (فیلم ۱۹۲۹) (۱۹۲۹)
- ۲۴ ساعت (فیلم ۱۹۳۱) (۱۹۳۱)
- عبدالحمید دوم (۱۹۳۵)
- این زن را به چنگ می‌آورم (فیلم ۱۹۴۰) (۱۹۴۰)